# 阿卜杜拉·莱文特·图泽尔

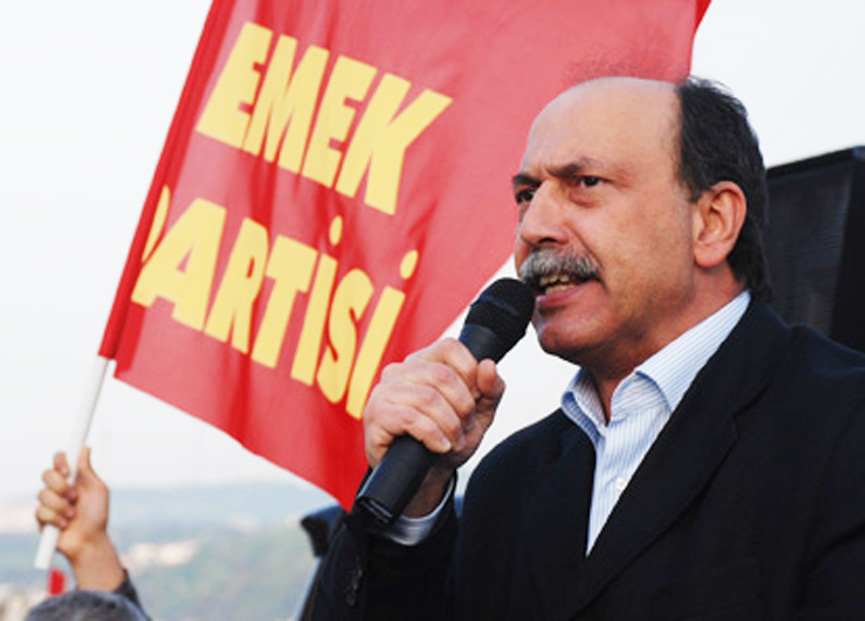
2009年的阿卜杜拉·莱文特·图泽尔

阿卜杜拉·莱文特·图泽尔（土耳其語：Abdullah Levent Tüzel；1961年7月12日—）是土耳其的一个政治家。他出生于吉雷松省布兰贾克，毕业于伊斯坦布尔大学法学院。1985年，他成为自由律师。1996年，他参与创建霍查主义政党劳动党，并担任该党的主席，直到2011年土耳其大选前。在2011年土耳其大选中，他得到“劳动、民主和自由集团”的支持，以独立候选人身份当选为伊斯坦布尔第三选区的大国民议会议员；他在大国民议会中属于人民民主党党团；2015年，任期结束。他已婚并育有一子。